# 郭全本
郭全本 （1922年4月27日—1997年2月3日），於澳門出生，1997年2月3日因肝癌與世長辭，終年74歲，他原籍山西運城，寄籍番禺，其子為前任香港大學理學院院長—郭新，他亦是1985年全港十大傑出長者的得主，1949年至1975年間在香港著名官立中學英皇書院任教中文、中國文學和中國歷史，深得學生敬愛，就連第四任香港特別行政區行政長官梁振英也曾是他的學生。